# Piotr Żyła
Piotr Paweł Żyła (Cieszyn, 1987. január 16. – ) lengyel síugró. Részt vett a 2014-es téli olimpiai játékokon. 2017-ben világbajnoki címet szerzett a nagysáncos egyéni versenyben, 2017-ben világbajnoki arany, 2013-ban és  2015-ben pedig bronzérmet szerzett a nagysáncos csapat tagjaként, ezen kívül 2018-ban bronzérmet szerzett a lengyel csapat tagjaként a sírepülő-világbajnokságon.

## Pályafutása

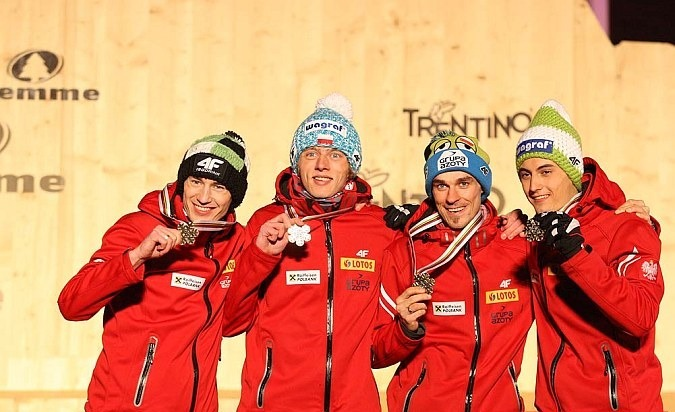
A bronzérmes csapat tagjaként a 2013-as világbajnokságon (Stoch, Kubacki, Żyła és Kot).

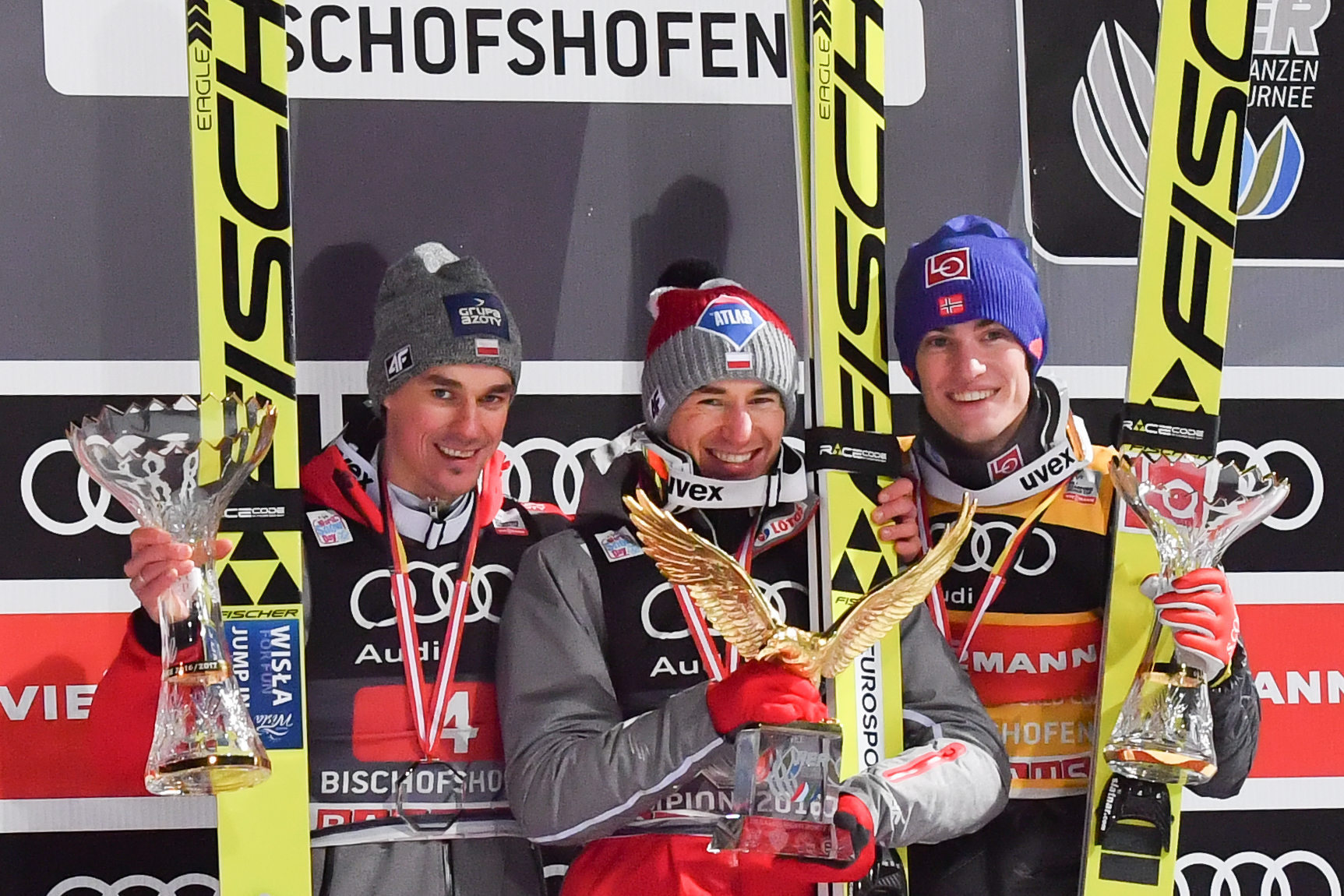
Żyła, Stoch és Tande a 2016–2017-es négysánc-verseny dobogóján.

8 évesen kezdett el síugrani. Első nagyobb eredményét a 2005-ös ifjúsági világbajnokságon érte el, ahol egyéniben 14. helyen végzett, a csapattal pedig ezüstérmet nyert. 2006. január 21-én Szapporóban mutatkozott be a világkupában.
2013. január 26-án Vikersundban 232,5 métert ugrott, ezzel ő tartotta a lengyel rekordot Kamil Stochhal holtversenyben egészen 2017-ig. A világbajnokságon tagja volt a bronzérmes csapatnak, majd 2013. március 17-én megszerezte első dobogós helyezését és egyben első győzelmét a világkupában, Gregor Schlierenzauerrel holtversenyben végzett az első helyen.
A 2015-ös világbajnokságon újra bronzérmet szerzett a lengyel nagysáncos csapattal.
2016. december 3-án a lengyel csapattal (Żyła, Stoch, Kubacki, Kot) megszerezték Lengyelország első csapat-győzelmét a világkupák történetében. A 2016/2017-es négysánc-versenyen második helyen végzett Kamil Stoch mögött. Ugyanebben a szezonban a világbajnokságon is sikerült az aranyérmet megszereznie a csapattal.
Bár a 2018-as téli olimpia előtt jó formában volt (Zakopanéban 3. helyen végzett), az utolsó edzéseken nem ugrott jól, így végül nem indult az olimpián.
A 2018/19-es szezonban érte el eddigi legjobb eredményeit, több dobogós helyezése is volt, a Willingen Five sorozatban 2. helyen végzett. A világbajnokságon a nagysáncos csapattal negyedik helyet szerezte meg, az összetett világkupában 4., a sírepülő világkupában pedig 3. helyen végzett.
2020. február 15-én Bad Mitterndorfban újra diadalmaskodni tudott, a korán véget érő 2019/20-as szezonban a sírepülő világkupában ismét 3. helyen végzett.
2019. március 24-én Planicában ugrotta élete legnagyobbját, 248 métert.

## Magánélete
Középiskolába a zakopanei sportiskolába járt, ahol Kamil Stoch osztálytársa volt. 2006-ban vette feleségül Adam Małysz síugró unokatestvérét, Justyna Lazart, két gyermekük született, Jakub (2007) és Karolina (2012). 2018 novemberében jelentették be válásukat. 

## Világkupa eredményei

### Szezon végi helyezései
| Szezon  | Összetett | Sírepülés | Négysánc | Willingen Five | Raw Air | Planica 7 | Titisee-Neustadt Five |
| ------- | --------- | --------- | -------- | -------------- | ------- | --------- | --------------------- |
| 2005/06 | 51        |           | –        |                |         |           |                       |
| 2006/07 | 55        |           | –        |                |         |           |                       |
| 2007/08 | –         |           | –        |                |         |           |                       |
| 2008/19 | 81        | –         | 40       |                |         |           |                       |
| 2009/10 | –         | –         | –        |                |         |           |                       |
| 2010/11 | –         | –         | 43.      |                |         |           |                       |
| 2011/12 | 54.       | 38.       | –        |                |         |           |                       |
| 2012/13 | 36.       | 42.       | 31.      |                |         |           |                       |
| 2013/14 | 15.       | 8.        | 23.      |                |         |           |                       |
| 2014/15 | 19.       | 11.       | 19.      |                |         |           |                       |
| 2015/16 | 35.       | 23.       | 64.      |                |         |           |                       |
| 2016/17 | 11.       | 10.       | 2.       |                | 14.     |           |                       |
| 2017/18 | 16.       | 22.       | 15.      | 9.             | 18.     | 26.       |                       |
| 2018/19 | 4.        | 3.        | 19.      | 2.             | 17.     | 4.        |                       |
| 2019/20 | 11.       | 3.        | 14.      | 32.            | 17.     |           | 8.                    |

### Győzelmei
| #  | Szezon  | Dátum             | Helyszín        | Sánc                   |
| -- | ------- | ----------------- | --------------- | ---------------------- |
| 1. | 2012/13 | 2013. március 17. | Oslo            | Holmenkollbakken HS134 |
| 2. | 2019/20 | 2020. február 15. | Bad Mitterndorf | Kulm HS240 (sírepülés) |